# 座間谷戸山公園

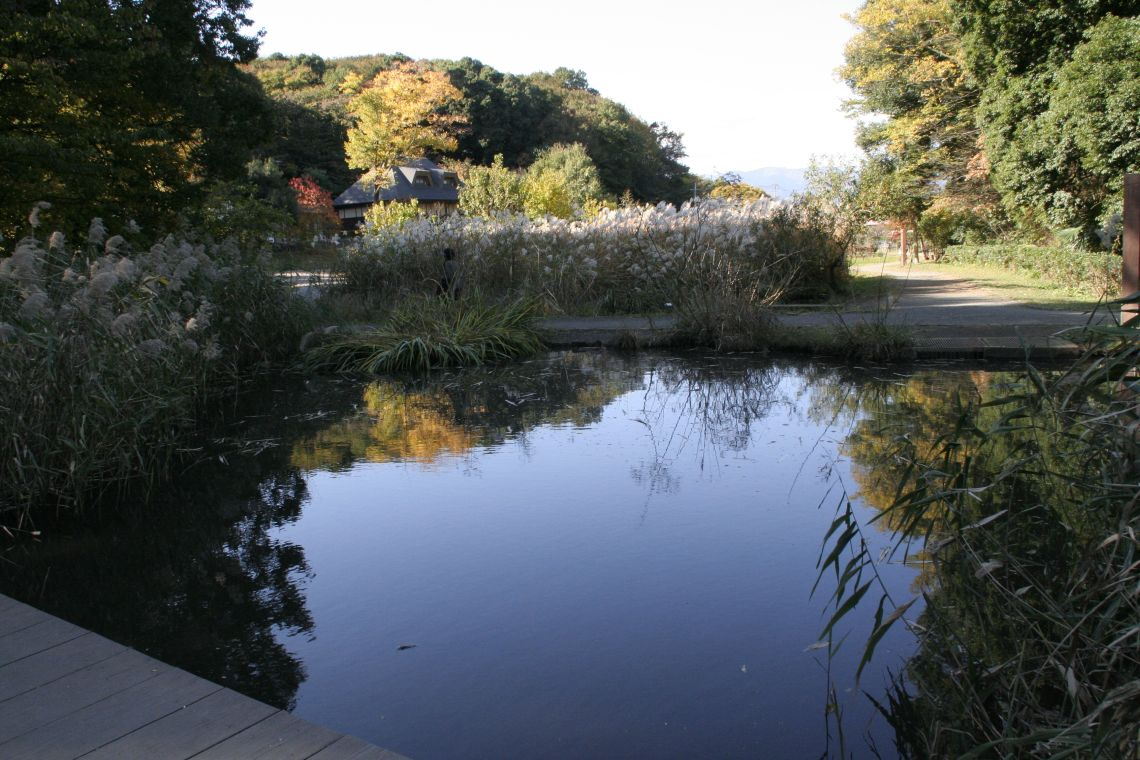
座間谷戸山公園：湿生生態園

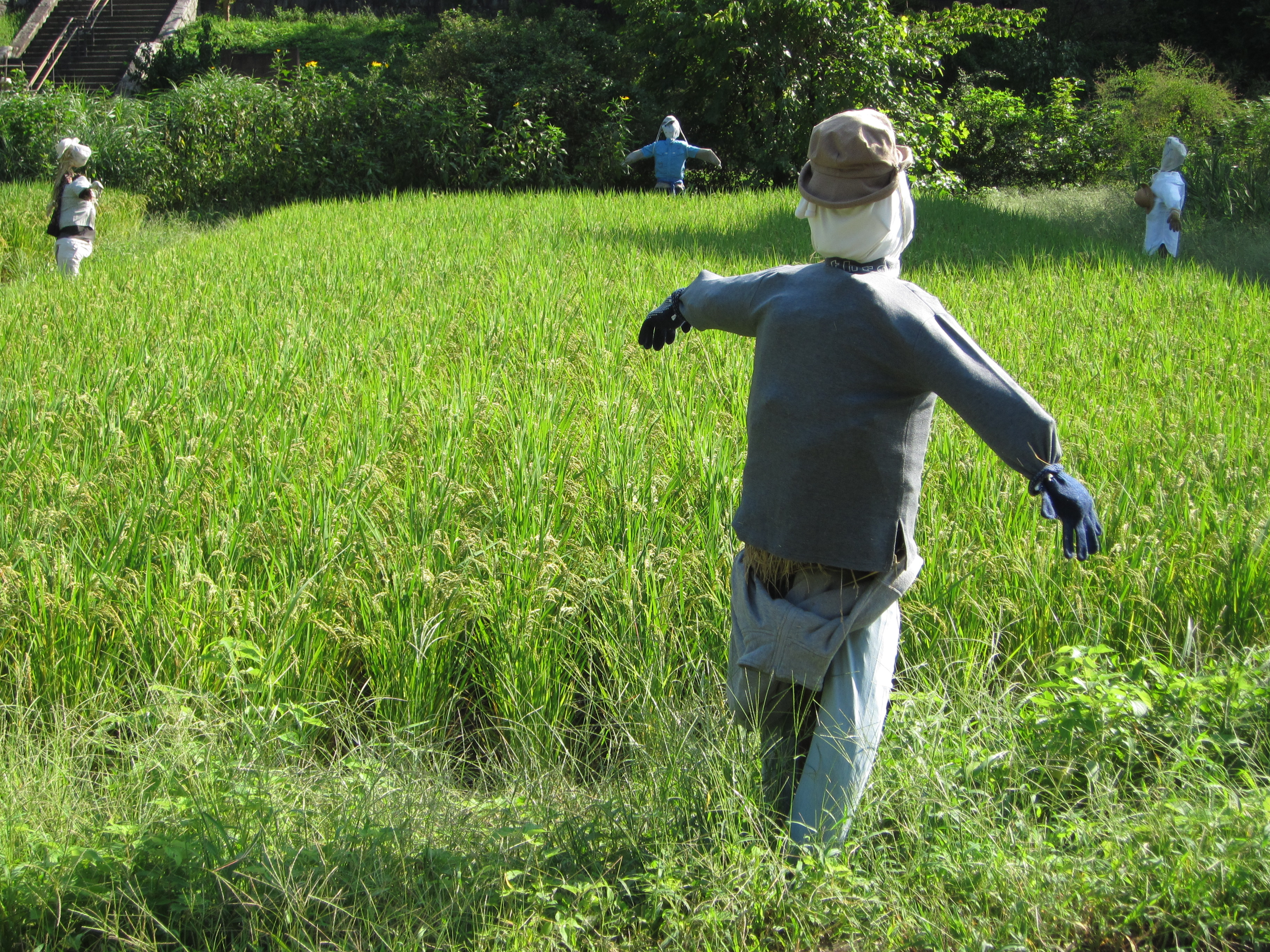
座間谷戸山公園：田んぼ

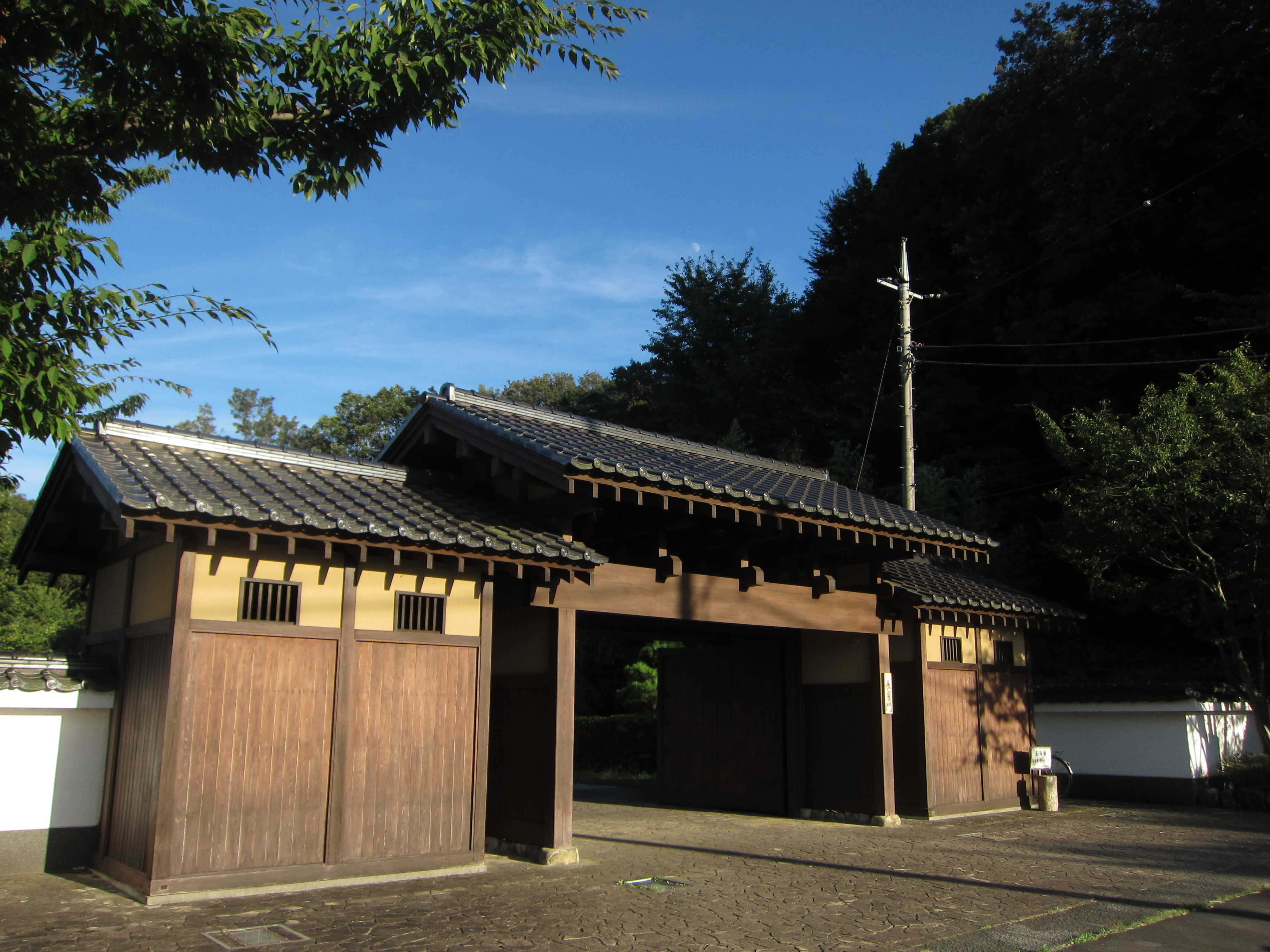
座間谷戸山公園：長屋門（西入口）

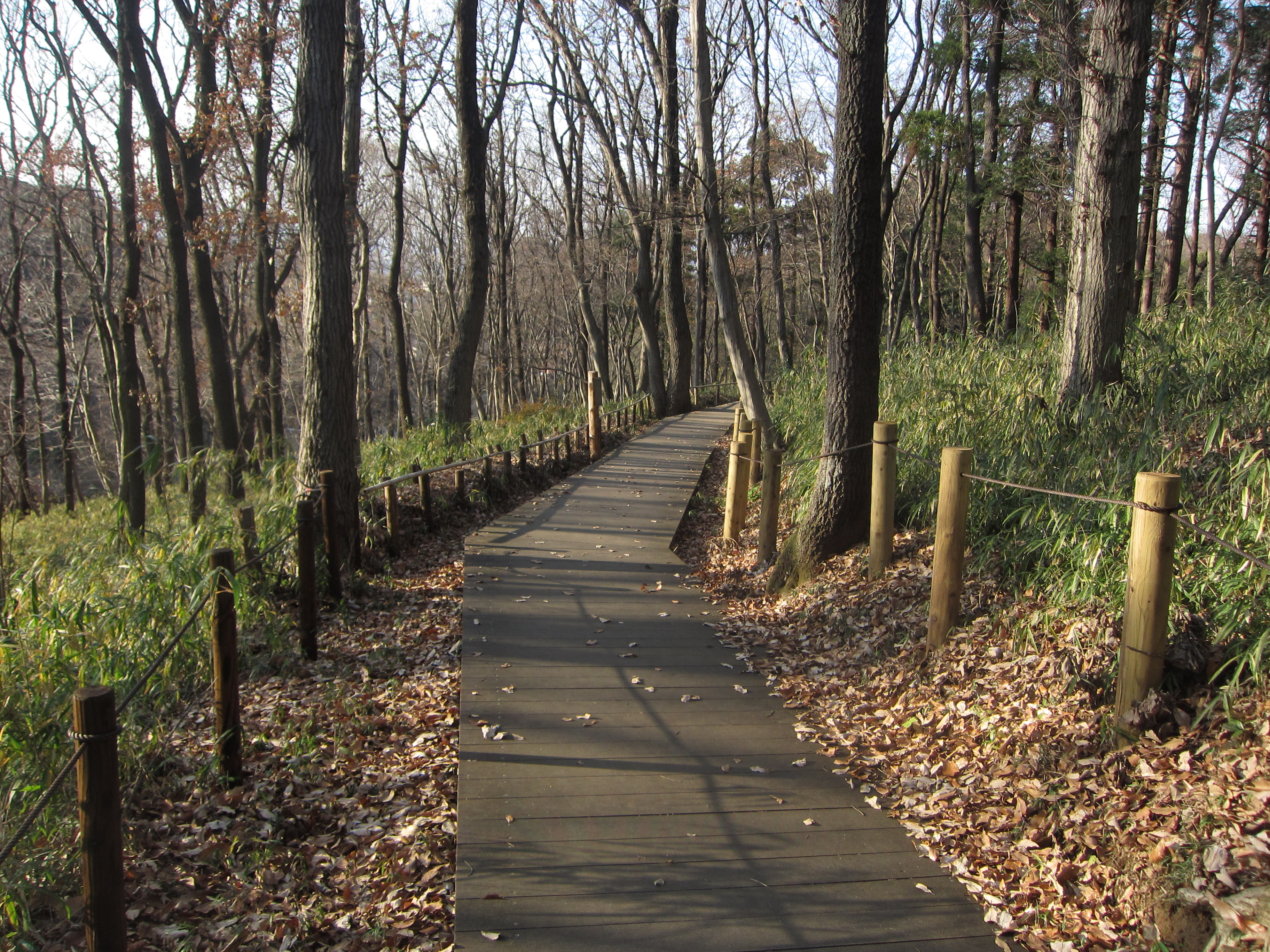
座間谷戸山公園：散策路

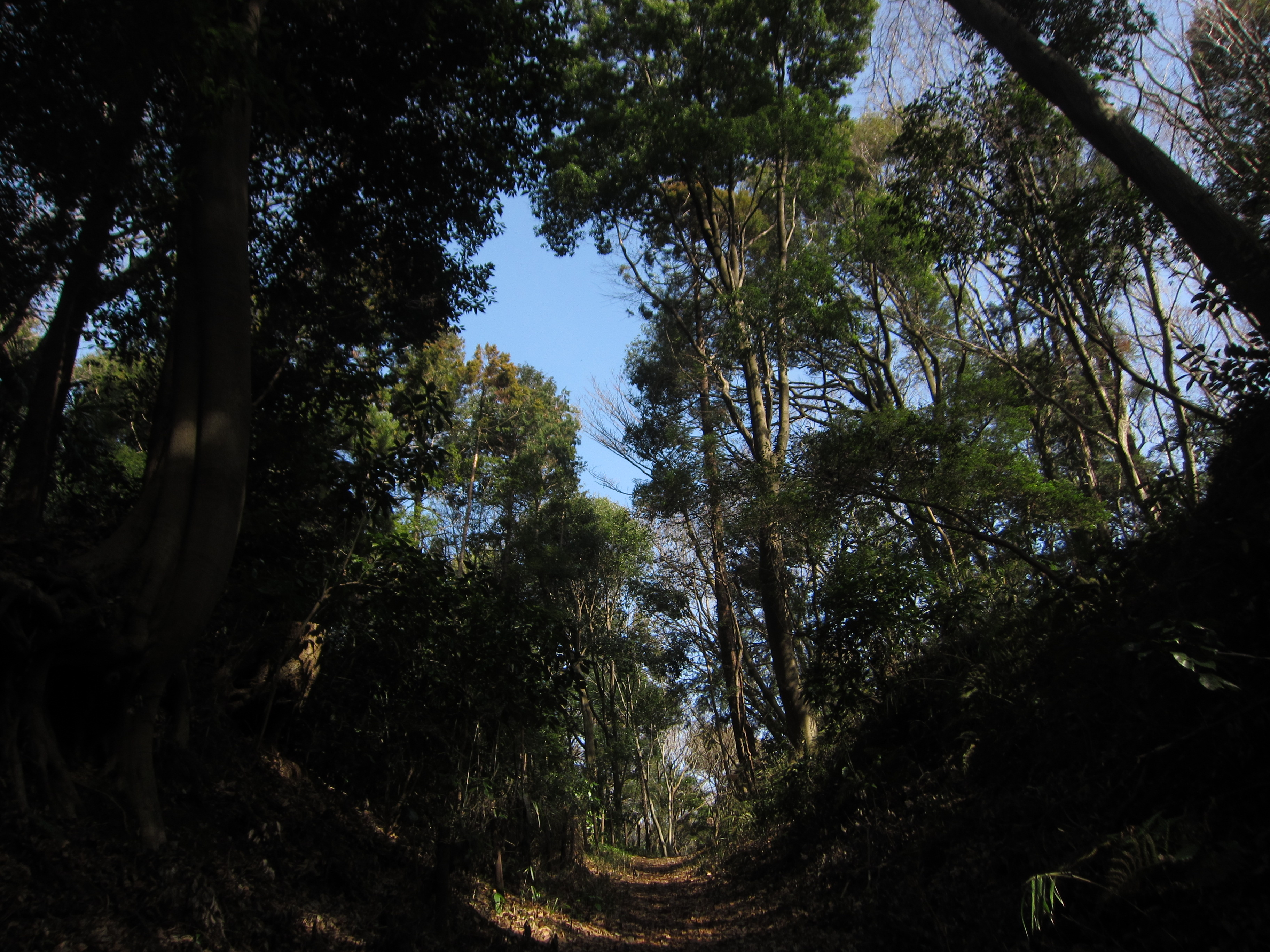
巡礼街道・星の谷道

座間谷戸山公園（ざまやとやまこうえん）は、神奈川県座間市に位置する県立の都市公園である。1993年（平成5年）4月29日開園。当初は全体の3分の1のみの開園だったが、その後順次整備され、2002年（平成14年）に全面開園となった。

## 概要
敷地面積は30.6ヘクタール。里山の風情を残す 「自然生態観察公園」として整備された。以下のような区域からなる。
- サンクチュアリ
野生生物を守るために立ち入りを制限している、水鳥の池を中心とした全体の約3分の1の区域。野鳥観察小屋や四阿がある。
- 水鳥の池
公園のほぼ中央に位置し、多くの水鳥を見ることができる。三脚付きのカメラを抱えたバードウォッチャーが多い。野鳥観察小屋がある。
- 湿生生態園
湿性植物やそこに生息する生物を観察できる。ほぼ中央に四阿があり、すぐ脇の池を泳ぐカモなどを見ることができる。
- シラカシ観察林
放置された雑木林（極相林）を観察できる。園路の途中に百葉箱が置かれている。
- 田んぼ
里山体験館前のわずかの部分に田んぼが保全されており、田植え、稲刈りは市民参加で行っている。秋には何体ものかかしが田んぼを取り囲む。
- 野鳥の原っぱ
草原性の鳥用の環境保全を行っている。
- 昆虫の森
雑木林を好む昆虫用の環境保全を行っている。
- スギ・ヒノキ観察林
管理された人工林を観察できる。園路の途中、斜面に突き出すように四阿が作られており、大きなハナイカダを目の前で観察することができる。四阿のすぐ近くに百葉箱が置かれている。
- 湧き水の谷
湧き水が小さな池を作り、夏にはスイレンの花を、初夏には光りながら飛び交うゲンジボタルを見ることができる。野鳥観察ウォールがある。
- クヌギ・コナラ観察林
管理された雑木林を観察できる。炭焼き小屋、四阿がある。
- 伝説の丘
「本堂山」とも呼ばれ、かつて星谷寺（星の谷観音）の本堂があったという伝説があるためにこう呼ばれる。竹林などがあり、四阿で休憩することができる。

## 旧街道
- 府中街道
長屋門横の本堂坂を上り、伝説の丘の南側を通ったあと、公園の北側へ抜ける道が府中街道である。街道沿いには、庚申塔、道祖神、馬頭観音などが残されている。
- 巡礼街道・星の谷道（ほしのやみち）
公園の南側、現在の神奈川県道42号藤沢座間厚木線から南入口を通り、シラカシ観察林へ抜ける道が巡礼街道・星の谷道である。シラカシ観察林に残る旧街道は鬱蒼とした雑木林を通る細い坂道で、古い姿を髣髴とさせる佇まいである。巡礼街道は、坂東観音霊場14番札所弘明寺(横浜市南区)方面から、坂東観音霊場8番札所星谷寺観音堂へ、巡礼が往復した道である。星の谷道は、入谷地区の人々が小松原地区などの市域東部の開拓地へ向うための道である。南入口から東へ370mにある「わかされ」の交差点で、星の谷道は東へ、巡礼街道は東南へ向う。
また、南入口横にある庚申塔は、明和5年(1768年)に建立されたもので、「三峯台の庚申」そばに大きな榎があったことから「榎庚申」とも呼ばれる具像塔である。正面に青面金剛像と三猿が彫られ、塔の左側には「右江戸つるまみち　青面金剛供養塔　左大山あつぎみち」、右側に「右ほしのや道　明和五戊子天四月吉祥日　相刕高座郡座間入谷村」と刻まれて、道標を兼ねている。なお、2020年に行われた県道42号線の拡張工事にともない、旧街道を挟んだ反対側へ移設された。

## 施設
- パークセンター
園内の情報提供等を行う。50名程度収容のレクチャールームを備える。公園管理事務所を兼ねる。東入口近く。
利用時間：8時30分〜17時（レクチャールームは9時〜16時30分）
- 里山体験館
民家風の建物。車イス、自然観察用双眼鏡の貸し出しを行っている。西入口、長屋門近く。
利用時間：9時〜16時30分（座敷利用は16時15分まで）
- ログハウス
ホールは休憩用で誰でも利用できる。南入口近く。
利用時間：9時〜16時30分
- 駐車場
東入口駐車場：78台
北入口駐車場：39台
多目的広場駐車場：29台
利用時間：
4月〜10月：7時〜18時
11月〜3月：7時〜17時
料金：無料

## 交通

### 電車･徒歩
- 小田急線座間駅東口から徒歩約8分 「西入口・長屋門」
- 小田急線相武台前駅南口から徒歩約12分 「東入口」

### 自動車
- 伊勢原方面から　国道246号下今泉交差点左折→星の谷観音坂下交差点右折
- 町田方面から　国道246号西原交差点右折